# Giora Feidman

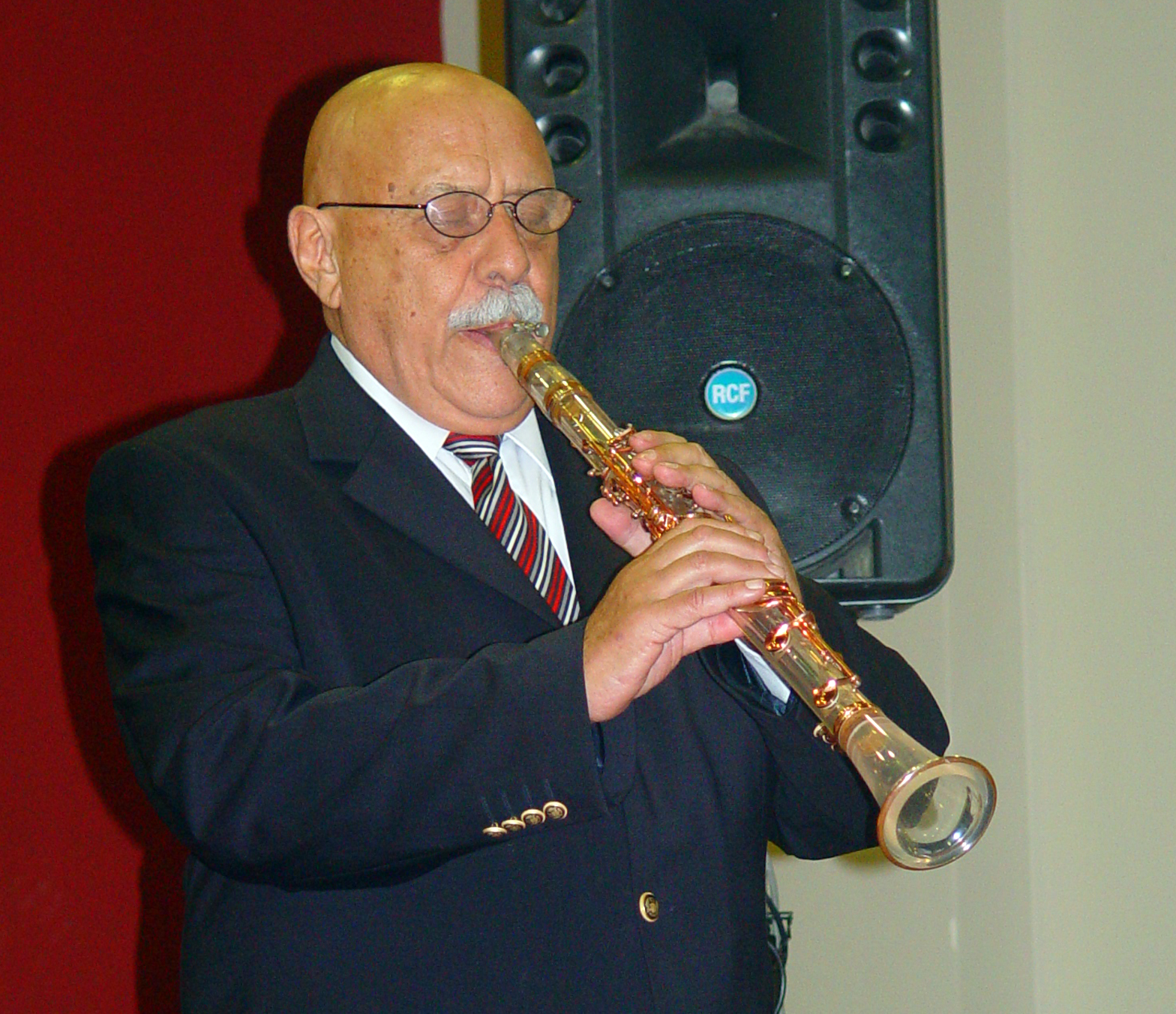
Feidman joue de la clarinette en verre à Jérusalem en 2006

Giora Feidman, né le 26 mars 1936, Buenos Aires en Argentine, est un clarinettiste argentin, un des principaux représentants de la musique klezmer contemporaine, en y associant des éléments de jazz, de soul et de musique classique.

## Biographie
Giora Feidman nait à Buenos Aires où ses parents juifs de Bessarabie ont immigré en 1905 pour échapper aux persécutions. Feidman vient d'une famille de musiciens klezmer. Son père, son grand-père et son arrière-grand-père jouaient dans les mariages juifs, les bar mitzvah et les fêtes dans les shtetls d'Europe centrale. Feidman se marie en 1975 avec  Ora Bat-Chaim, son manager.

## Carrière musicale
À l'âge de 18 ans, il commence sa carrière à Buenos Aires comme membre de l'orchestre symphonique du Teatro Colón. Deux ans plus tard, il immigre  en Israël et devient le plus jeune  clarinettiste ayant jamais joué avec l'Orchestre philharmonique d'Israël. Il sera membre de l'orchestre pendant plus de vingt ans.
Au début des années 1970, il commence une carrière de soliste. Il a joué avec l'Orchestre symphonique de Berlin, le Kronos Quartet, l'Orchestre de Chambre Philharmonique de Pologne, l'Orchestre philharmonique de chambre de Munich  et l'Orchestre radiophonique de Munich.
Steven Spielberg l'a invité à jouer des solos de clarinette dans la bande sonore de son film La Liste de Schindler.
Il écrit la bande originale du film L’homme est une femme comme les autres, sorti en 1998.
Feidman a fondé le séminaire et la Classe de maître intitulés "Clarinette et Klezmer en Galilée" qui ont lieu chaque année à  Safed en Israël.

## Discographie
- 1982: The Incredible Clarinet
- 1986: The Magic of the Klezmer
- 1987: The Singing Clarinet
- 1990: Clarinetango
- 1991: Viva el Klezmer
- 1991: Come in Peace
- 1991: Gershwin & The Klezmer
- 1992: The Dance of Joy
- 1993: Klassic Klezmer
- 1993: Der Rattenfänger
- 1993: Concert for the Klezmer
- 1994: Feidman in Jerusalem
- 1995: Klezmer Chamber Music
- 1995: The Soul Chai (die Seele lebt)
- 1995: The Incredible Clarinet
- 1996: To You!
- 1996: Clarinetango
- 1996: Rabbi Chaim's Dance
- 1996: Schelomo/Bakashot
- 1997: Klezmer Celebration
- 1997: Silence and Beyond
- 1997: Feidman in Bayreuth: Lilith: Neun Gesänge der dunklen Liebe
- 1997: Soul Meditation, Harmony of Song"
- 1997: Feidman and the Arditti String Quartet: Der Golem
- 1998: Feidman and the Israel Camerata
- 1998: Feidman & Katja Beer: Schubert & jiddische Lieder
- 1999: Journey
- 1999: Feidman - And the Angels Sing
- 2000: Giora Feidman - Klezmer and more
- 2000: Giora Feidman - Rhapsody
- 2000: To Giora Feidman - your Klezmer Friends
- 2000: The Art Of Klezmer
- 2001: TanGoKlezmer
- 2002: Feidman – Dancing in the Field
- 2002: Feidman plays Piazzolla
- 2003: Love – Feidman plays Ora Bat Chaim
- 2003: Feidman + Eisenberg Live in St. Severin / Keitum / Sylt
- 2003: Feidman plays Mozart and more
- 2004: Ewigkeit dringt in die Zeit
- 2005: SAFED - Feidman and the Safed Chamber Orchestra
- 2005: Feidman and Eisenberg - Live at St. Severin
- 2005: Wenn du singst, wie kannst du hassen?
- 2006: KlezMundo
- 2006: Crossing Borders
- 2007: Klezmer in the Galilee
- 2008: The Spirit of Klezmer
- 2009: Klezmer & Strings
- 2011: Deep Notes (The Best of Bass Clarinet)
- 2012: Very Klezmer

## Films
- Jewish Soul Music: The Art of Giora Feidman (1980), de Uri Barbash.